# Batalha de Avdiivka (2022–2024)
A batalha de Avdiivka foi um confronto militar contínuo entre as Forças Armadas Russas e as Forças Separatistas de Donbass de um lado as Forças Armadas Ucranianas do outro. Está sendo disputada a cidade de Avdiivka, localizada na região de Donbass. Os combates começaram quando a violência irrompeu no Donbass novamente em 21 de fevereiro de 2022, quando o presidente russo Vladimir Putin reconheceu a República Popular de Donetsk.
Avdiivka é um dos assentamentos mais fortificados da Ucrânia e foi descrito como uma "porta de entrada" para a cidade vizinha de Donetsk, ocupada pela Rússia. O controlo contínuo de Avdiivka pela Ucrânia impediu a Rússia de utilizar Donetsk e os seus recursos como centro de comunicações e impediu avanços russos neste eixo, apesar dos intensos combates durante mais de um ano.
Em 16 de fevereiro de 2024, o comandante das forças armadas ucranianas, o general Oleksandr Syrskyi, que havia sido nomeado há poucos dias para o cargo, anunciou a retirada das tropas da cidade. Ele afirmou, quando comunicou a decisão, que agiu "para evitar o cerco e preservar a vida e a saúde do pessoal de serviço". Em 17 de fevereiro de 2024, o Ministério da Defesa russo anunciou que as suas forças assumiram o controle total de Avdiivka, a vitória significa um impulso moral para a Rússia, dias antes do aniversário de dois anos da invasão em grande escala. Para a Ucrânia, a perda sublinhou a dependência do fornecimento de armas e munições ocidentais.